# Schizopyga
Schizopyga is een geslacht van vliesvleugelige insecten (Hymenoptera) uit de familie van de gewone sluipwespen (Ichneumonidae).
De wetenschappelijke naam van het geslacht is voor het eerst geldig gepubliceerd in 1829 door Johann Ludwig Christian Gravenhorst.
Het is een bescheiden geslacht met ongeveer 12 beschreven soorten. De sluipwespen uit dit geslacht leggen hun eitjes op het abdomen van een spin. De spinnen die ze aanvallen zijn van soorten die geen ronde webben weven, zoals trechterspinnen (Agelenidae), struikzakspinnen (Clubionidae) en spoorspinnen (Miturgidae). De wesp steekt de spin eerst dood alvorens een eitje op het lichaam te leggen.
Schizopyga circulator parasiteert de gewone zakspin (Clubiona terrestris).

## Soorten
- Schizopyga anseli Fernandez, 2007
- Schizopyga circulator (Panzer, 1800)
- Schizopyga congica (Benoit, 1953)
- Schizopyga coxator Constantineanu, 1973
- Schizopyga curvicauda (Seyrig, 1935)
- Schizopyga flavifrons Holmgren, 1856
- Schizopyga frigida Cresson, 1870
- Schizopyga nitida Kasparyan, 1976
- Schizopyga podagrica Gravenhorst, 1829
- Schizopyga varipes Holmgren, 1856